# 蒂贝亨
蒂贝亨（Tubbergen）是荷蘭的一個市镇，位於荷蘭東部。在行政區劃上，蒂贝亨屬於上愛塞省。

## 外部連結
- 维基共享资源上的相關多媒體資源：蒂贝亨
- Official website （页面存档备份，存于）